# Decade of Decadence
Decade of Decadence var den första Greatest Hits-skivan som Mötley Crüe släppte. Den kom ut 1991 på skivbolaget Elektra. Detta skulle bli den sista skivan innan Vince Neil lämnade bandet ett tag. Skivan innehåller många låtar från de fem första skivorna men även några nya. Låtar på denna skiva som blev stora hits är "Primal Scream" och "Anarchy in the U.K.", den senare är en Sex Pistols-cover.

## Låtlista
1. Live Wire [Kick Ass '91 Remix] - 3:16
2. Piece of Your Action [Screamin' '91 Remix] - 4:39
3. Shout At The Devil - 3:14
4. Looks That Kill - 4:08
5. Home Sweet Home ['91 Remix] - 4:01
6. Smokin' in the Boys' Room - 3:27
7. Girls, Girls, Girls - 4:29
8. Wild Side - 4:40
9. Dr. Feelgood
10. Kickstart My Heart [Live in San Antonio TX] - 4:57
11. Teaser - 5:16
12. Rock 'N' Roll Junkie - 4:01
13. Primal Scream - 4:46
14. Angela - 3:54
15. Anarchy in the U.K. - 3:20